# Тоба, Эдуардо
Эдуардо Тоба Муйно (исп. Eduardo Toba Muíño; 14 мая 1923, Мухия — 1 августа 2001, Ла-Корунья) — испанский футбольный тренер.

## Карьера
Эдуардо Тоба не играл профессионально в футбол. Свою самостоятельную тренерскую карьеру он начал в 31 год в клубе «Депортиво». Затем он работал с рядом других испанских клубов. В 1960-61 гг. специалист уезжал в Коста-Рику. Он приводил местную команду «Эредиано» к победе в чемпионате страны. Параллельно Тоба возглавлял сборную Коста-Рики.
В 1968 году наставник сменил Доменека Балманью на посту главного тренера сборной Испании. Однако у руля «Красной фурии» Тоба продержался недолго — национальная команда провалила отбор на мексиканский Чемпионат мира 1970 года, после чего тренер был отправлен в отставку.
Последним клубом в карьере Тобы был «Реал Овьедо». С ним он работал три раза.

## Достижения
- Чемпион Коста-Рики (1): 1961.